# Frisindet Kulturkamp
Frisindet Kulturkamp var en dansk kulturradikal och antifascistisk förening 1935–1939 som bl.a. samlade landets intelligentia. Den utgav tidskriften Kulturkampen (1935–1939), där kända personer som Hans Bendix, Peter P. Rohde, Elias Bredsdorff, Poul Henningsen och Inger Merete Nordentoft var skribenter. Föreningens första ordförande var Jørgen Jørgensen.
I föreningens tidskrift behandlades ämnen som yttrandefrihet, kvinnans ställning i samhället, uppfostran, konst och kultur. Föreningen vände sig särskilt mot vad som uppfattades som reaktionära tendenser i det danska kulturlivet, något man fruktade skulle innebära början på en fascistisk utveckling. Däremot skrevs mycket lite om övergrepp i det stalinistiska Sovjetunionen.

## Ordförande
- Jørgen Jørgensen (1935–1937)
- Georg Moltved (1937–1939)
- Albert Olsen (1939–1940)